# جاك ماكي
جاك ماكي (بالإنجليزية: Jack Mackey)‏ هو عسكري أسترالي، ولد في 16 مايو 1922 في Leichhardt, New South Wales ‏ في أستراليا، وتوفي في 12 مايو 1945 في تاراكان في إندونيسيا.